# Moe Clark
Pour les articles homonymes, voir Clark.
Moe Clark est une artiste de performance métisse, résidant à Montréal, au Québec, au Canada. Elle est musicienne, poète, productrice artistique, éducatrice et chanteuse. Elle est également directrice artistique de Nistamîkwan, une organisation des arts de la scène qui fait le pont entre les artistes autochtones et non autochtones.

## Biographie
Moe Clark réside actuellement à Montréal, mais elle a grandi sur le territoire du Site de signature du Traité numéro 7, également connu sous le nom d'Alberta, Canada. Elle a lancé son premier album intitulé Circle Of She (Story & Song) en 2008. Depuis lors, elle produit activement de l'art sous diverses formes, se produisant souvent en tant que chanteuse, conférencière, poète, artiste de Spoken word et musicienne à pédales en boucle. Elle a interprété sa chanson Becoming Hero pour l'équipe olympique canadienne aux Jeux olympiques d'été de 2012 à Londres. Elle a remporté le prix de la meilleure vidéo musicale en langue autochtone au Festival du film et des arts médiatiques ImagineNative en 2015 et la vidéo a ensuite été présentée au Festival du film de Skábmagovat en Finlande. Son plus récent album solo Within a fait une tournée en Amérique du Nord en 2017.
Moe Clark travaille également comme éducateur communautaire, animant des ateliers d'écriture et de travail oral dans les écoles secondaires, les collèges et les groupes communautaires locaux pour promouvoir l'alphabétisation et l'expression créative.
Elle a deux albums de paroles et de musique et un livre de poésie bilingue.

## Récompenses
- 2014 : Poète d'honneur, Canadian Festival of Spoken Word
- 2011 : Prix LOJIQ pour l'International Cultural Engagement for Bird Messengers
- 2007 : Première Prix, CBC Poetry Face Off, Calgary, AB